# Зыков, Владимир Владимирович
 Владимир Владимирович Зыков  (род. 29 декабря 1984, Серпухов, Московская область, РСФСР, СССР) — российский журналист и общественный деятель. Главный редактор сетевого издания Runet (с 2021). Директор Ассоциации профессиональных пользователей социальных сетей и мессенджеров (с 2018). Руководитель всероссийского образовательного проекта «Цифровая журналистика» (с 2020). Директор по проектам АНО «Цифровые платформы», разработчик магазина приложений NashStore

## Биография
Работал в газете «Молодёжь и город», в молодёжной редакции газеты «Серпуховские вести» и молодёжного приложения «Молодёжка», с 2003 года работал автором и ведущим на телевидении «Южное Подмосковье».
С 2011 года по 2018 год работал корреспондентом газеты «Известия».
В 2018 году основал Ассоциацию профессиональных пользователей социальных сетей и мессенджеров.
В 2020 году стал руководителем всероссийского образовательного проекта «Цифровая журналистика».
С 2021 года — главный редактор сетевого издания Runet.
В марте 2022 года занял 29 место в топ-30 самых цитируемых журналистов в Telegram по данным TgStat
В апреле 2022 года объявил о запуске магазина приложений NashStore в должности директора проектной деятельности АНО «Цифровые платформы»

## Общественные инициативы
В 2019 году предложил верифицировать через портал «Госуслуги» авторов комментариев в СМИ.
В 2020 году отправил Министерство цифрового развития, связи и массовых коммуникаций Российской Федерации предложение рассмотреть возможность внедрения в России на сетях операторов связи систему STIR/SHAKEN.
В августе 2022 года вышел с инициативой создать госсистему нотариального заверения веб-страниц и переписки в мессенджерах. Эта идея нашла поддержку от депутата Государственной Думы РФ, члена фракции КПРФ Ирины Филатовой, которая посчитала данную инициативу достойной реализации.
В феврале 2023 года от АППСИМ направил жалобу в ФАС на китайскую Xiaomi, которая «систематически» нарушает российское законодательство о рекламе, несанкционированно демонстрируя пользователям своих смартфонов вводящие в заблуждение объявления и зачастую перенаправляя их на фишинговые сайты.
В апреле 2024 года стало известно об обращении АППСИМ в Роскомнадзор с просьбой заблокировать TikTok. В своем Telegram-канале Владимир Зыков пояснил позицию. Он напомнил, что соцсеть перестала работать в России по причине приятного закона о фейках, но на самом деле они продолжают поддерживать работу своего сервиса и тем самым мешают российским соцсетям коротких видео наращивать аудиторию. И поэтому, по его мнению, надо поставить TikTok перед выбором, либо они работают в России полноценно и соблюдают все требования законодательства, либо пусть полностью уходят. А если они не хотят добровольно, надо им помочь и заблокировать
В январе 2025 года стало известно, что по обращению ФАС возбудила дела цен на воду во «Внуково».  По словам Зыкова, люди выражают публичный протест и возмущение либо продавцам, либо на своих страничках и блогах: "Совершенно очевидно, что цена в 150-300 рублей за бутылку воды объемом 0,5 литра - это жесткий перегиб", - сказал он. В апреле 2025 года в рамках разбирательства ФАС в качестве жеста доброй воли представители "Регстаэр-М" сообщили, что решили добавить в свой ассортимент новую бутылку воды объемом 0,5 л по цене 50 руб и 50 евро центов в международном терминале. Таким образом стоимость воды снизилась более чем в 2 раза. 
В июне 2025 года директор Ассоциации профессиональных пользователей соцсетей и мессенджеров (АППСИМ) Владимир Зыков выступил с инициативой ввести систему материального поощрения для граждан, фиксирующих нарушения правил дорожного движения со стороны пользователей электросамокатов. В частности, предлагалось выплачивать до 50 % от суммы наложенного штрафа лицам, предоставившим фото‑ или видеодоказательства таких нарушений, как езда вдвоём, движение по пешеходным переходам без остановки, а также неправильная парковка личного электротранспорта. По словам Зыкова, система могла бы функционировать через специальное мобильное приложение с обязательной геолокацией и возможностью последующей проверки нарушения. Также инициатива предусматривала налогообложение вознаграждений.

## Критика
В январе 2014 года в газете «Известия» Тарас Подрез и Владимир Зыков выпустили материал «Павел Дуров огорчил порнозвезду Сашу Грей», в котором говорилось, что Telegram может лишиться до $1 млн за использование образа Саши Грей в рекламе мессенджера без её разрешения. Пресс-секретарь «ВКонтакте» Георгий Лобушкин обвинил авторов в том, что «имея сильный жопный зуд по поводу Павла Дурова и его продуктов, решили раскрутить ещё один скандал». Сам Павел Дуров обвинил журналистов в «необоснованном использовании» его имени, так он не является «и никогда не являлся ни учредителем, ни сотрудником Telegram LLC», а «поддерживал этот проект инфраструктурой и идеологией».
10 февраля 2014 года в газете «Известия» Владимир Зыков опубликовал материал «Российские музеи спрячут от детей картины и статуи „18+“» о возрастных ограничениях, которые Роскомнадзор может ввести в музеях. Заметка «Известий», из которой многие СМИ сделали вывод о скором запрете на демонстрацию детям картин и скульптур с обнажёнными телами, вызвала заметный резонанс в блогосфере. Роскомнадзор опубликовал пресс-релиз «О некорректной подаче информации рядом СМИ», в котором раскритиковал данную публикацию. Ведомство отметило, что в ней даётся ссылка «на документы Роскомнадзора, „имеющиеся в распоряжении“ редакции», которым «является приложение к Концепции информационной безопасности детей», разработанный «коллективом ученых из 20 ведущих российских институтов», и размещённый в полном виде «на официальном сайте Роскомнадзора 25 ноября 2013 года для общественного обсуждения». А также добавило, что «поскольку Концепция находится в стадии общественного обсуждения и доработки, никакие конкретные предложения авторов документа не включались в планы работы органов государственной власти» и «официальные решения в отношении Концепции информационной безопасности детей не принимались», указав что «в то же время в ходе общественного обсуждения ряд СМИ, оперируя некорректной подачей информации и манипулируя общественным мнением, предпринимает настойчивые попытки представить Концепцию в негативном свете». И исходя из всего этого «настоятельно рекомендует средствам массовой информации при масштабировании сюжетов коллег внимательно относиться к источникам распространяемой информации, проверять её достоверность и ориентироваться на официальные комментарии представителей государственных органов» Журналисткое сообщество между собой поспорили о том, есть ли в пресс-релизе Роскомнадзора опровержение материала «Известий» или нет.
В 2015 году в «Известиях» был опубликован материал под названием «Михалкову разрешили ещё 10 лет собирать „налог на болванки“». Соответчиками по иску стали автор статьи Владимир Зыков и агентство «ФедералПресс», которое перепечатало материал. Однако Савёловский суд Москвы «отказал в удовлетворении исковых требований истца в полном объёме».
В ноябре 2021 года обвинил ряд блогеров-антипрививочников в лицемерии, заявив, что многие из них сами привились.

## Журналистская деятельность
В июле 2019 года рассказал в своём аккаунте Facebook о подготовке к запуску соцсетью ВКонтакте сервиса знакомств Lovina
В 2020 году был назначен руководителем всероссийского образовательного проекта "Цифровая журналистика", который был призван помочь авторам разобраться в том, как технологии и цифровые сервисы трансформируют работу государственных, медицинских, финансовых, логистических, сельскохозяйственных, коммунальных и других организаций.
В августе 2023 года написал в своем канале Telegram о том, что НТЦ ИТ РОСА готовит к запуску смартфон под названием Р-ФОН, а также опубликовал фото и видео с его распаковки и указал характеристики устройства